# Shirley Eaton
| Shirley Eaton                             | Shirley Eaton                                                                          |
| Kattints az alábbi külső linkek egyikére! | Kattints az alábbi külső linkek egyikére!                                              |
| ----------------------------------------- | -------------------------------------------------------------------------------------- |
| Nem található szabad kép.(?)              |                                                                                        |
| külső link · jogvédett                    | Jill Mastersonnak, a „Golden Girl”-nek szerepében a Goldfinger című James Bond-filmben |

Shirley Eaton (Edgware, Middlesex (ma London része), Egyesült Királyság, 1937. január 12. –) brit (angol) fotómodell és színésznő.

## Életpályája
Kingsbury külvárosában nevelkedett. Színi tanulmányokat folytatott. 1954-ben filmezett először. 1969-ben szerepelt utoljára filmben.

### Munkássága
Kezdetben főként vígjátékokban szerepelt (pl. a Folytassa… sorozatban; 1958–1960), majd kalandfilmekben is feltűnt. Világszerte ismertté a hírhedt James Bond-történetek egyik darabjában, a Goldfingerben (1967) vált. Jellegzetes szőke szépség, akit a televízió is szívesen hívott meg különböző szerepekre. Játszott a Jubilee Show szériában és a nálunk is népszerű Angyal-történetekben (1962–1968) mint a rettenthetetlen hős bájos partnernője. Színházban is szerepel.

## Magánélete
1957–1994 között Colin Rowe volt a férje.

## Filmszerepei
- 1954: Doctor in the House, Millicent „Milly” Groaker
- 1954: The Belles of St. Trinian’s, névtelen
- 1956: Egy karrier története (Charley Moon), Angel Dream
- 1956: Három ember egy csónakban (Three Men in a Boat), Sophie
- 1957: Doktor szabadlábon (Doctor at Large), Nan McPherson nővér
- 1957: Meztelen igazság (The Naked Truth), Melissa Right
- 1960: Az élet egy cirkusz (Life Is a Circus), Shirley Winter
- 1961: Hétvége Lulu-val (A Weekend with Lulu), Deirdre Proudfoot
- 1961: Reszkessen, aki él! (What a Carve Up! / No Place Like Homicide), Jean Briggs
- 1961: Majdnem baleset (Nearly a Nasty Accident), Linda Dickson
- 1963: A lányvadászok (The Girl Hunters), Laura Knapp
- 1964: Goldfinger, Jill Masterson
- 1965: A meztelen brigád (The Naked Brigade), Diana Forsythe
- 1965: Tíz kicsi indián (Ten Little Indians), Ann Clyde
- 1966: A föld körül, a víz alatt (Around the World Under the Sea), Dr. Margaret E. „Maggie” Hanford
- 1967: A Skorpió-levelek (The Scorpio Letters), Phoebe Stewart
- 1967: Nyolcan szökésben (Eight on the Lam),Ellie Barton
- 1967: The Million Eyes of Sumuru, Sumuru
- 1962–1968: Az Angyal kalandjai (The Saint), Reb Denning / Airline Passenger / Gloria Uckrose
- 1968: The Blood of Fu Manchu, a fekete özvegy
- 1968: Die sieben Männer der Sumuru, Sumitra

### Folytassa-sorozat
- 1958: Folytassa, őrmester! Carry on Sergeant), Mary Sage
- 1959: Folytassa, nővér! (Carry on Nurse), Dorothy Denton nővér
- 1960: Folytassa, rendőr! (Carry on Constable), Sally Barry